# Džoi Džordison
Nejtan Džonas "Džoi" Džordison (енгл. Nathan Jonas "Joey" Jordison; De Mojn, 26. april 1975 — De Mojn, 26. jul 2021) bio je američki muzičar, tekstopisac, producent i multiinstrumentalista, poznat po svom radu kao bivši bubnjar i tekstopisac američkog heavi metal benda Slipknot. kao gitarista američkog horor punk benda Murderdolls. Džordison je svirao u Slipknot-u od njihovog formiranja 1995. do njegovog odlaska iz benda u decembru 2013. Bio je bubnjar i osnivač američkog heavi metal benda Scar the Martir, koji je formiran 2013. godine, a raspustio se 2016. Odrastao u Vokiju, Ajova (eng. Waukee, Iowa) , sa roditeljima i dve sestre, i prvi kit za bubanj dobio je sa 8 godina. Nastupio je u nekoliko bendova, sve dok se u leto 1995. nije pridružio grupi The Pale Ones, koja će kasnije promeniti ime u Slipknot. Od deveteročlanog sastava Slipknot-a, koji je trajao od 1999. do 2010. godine, Džoi je bio treći koji se pridružio bendu.
Sa Slipknot-om, Džordison je nastupio na četiri studijska albuma i producirao album uživo "9.0: Live" . Izvan svojih glavnih projekata, Džordison je nastupio sa drugim grupama heavi metala kao što su Rob Zombie, Metallica, Korn, Ministry, Otep i Satiricon. Džordison je poznat i po svom sezonskom radu, koji uključuje nastupe na mnogim albumima za različite umetnike. Džordison koristi nekoliko marki bubnjeva ddrum uključujući jePearl i ddrum. Preminuo je 26. jula 2021. u snu. 
Poslednji bend sa kojim je svirao bio je insaenum.

## Rani život
Džordison je rođen u De Mojnu, Ajova (eng. Des Moines, Iowa), 26. aprila 1975., od roditelja Stivi i Džeki Džordison. Ima dve mlađe sestre. Odrastao je u ruralnom području van Vokija, gde je igrao košarku na ulici ispred svoje kuće. Prihvatio je muziku u ranom detinjstvu, što pripisuje uticaju roditelja: „Uvek su me stavljali ispred radija, a ne pred televizorom.“ Svirao je gitaru dok nije primio svoj prvi set bubnja na poklon od roditelja u osmoj godini, a svoj prvi bend započeo je još u osnovnoj školi.
Džordisonovi roditelji razveli su se kad je bio mlad. Deca su ostala kod majke. Njegova se majka ponovno udala i postavila pogrebnu salu u kojoj bi Džordison povremeno pomagao. Džordison je izjavio da je iznenadna odgovornost da bude čovek u kući. Za to vreme, osnovao je bend Modifidious u kome je svirao bubnjeve. Kasnije ih je opisao kao "total-metal-thrash". Bend je pomogao Džordisonu da se probije na novi teren, svirajući uživo kao podršku lokalnim grupama, uključujući Atomic Opera, u kojoj učestvuju Džim Rut i Heads on the Vall, uz Šavn Krana. Takođe je igrao u kuglani koju je posedovala njegova porodica, u noći koja se zvala "Kugla rokenrola". Nakon mnoštva promena u postavi - uključujući Creg Džonsa i Džoša Brejnanda, koji će se ponovo pojaviti u Slipknot-u, bend je 1993. objavio dva demo zapisa: Visceral i Mud Fuchia.
Nakon završetka škole, Džordsona je angažovala lokalna prodavnica muzike koja se zvala Musicland. U martu 1994. godine, po preporuci svog novog prijatelja, dobio je posao u garaži Sinclair u Urbandaleu. Džordison je radio noćnu smenu, što je i više voleo, jer je imao slobodne vikende i omogućavalo mu da provodi vreme sa prijateljima i slušajući muziku tokom rada. Početkom 1995. godine, Modifidious se raspao zbog prelaska interesovanja sa thrash metala u death metal. Nakon toga, Džordison se pridružio lokalnom bendu The Rejects kao gitarista, sa kojim je odsvirao samo nekoliko nastupa. Džordison je takođe bio umešan u bend sa Polom Grejem i vokalom Don Dekerom, pod imenom Anal Blast. Grej je takođe pokušao da ga zaposli u drugi bend, Body Pit, ali je odbio poziv da ostane u The Rejects. Tokom perioda formiranja Slipknot-a, Pol je regrutovao Džoija da se pridruži pank grupi zvanom Have Nots u proleće 1996. Džoi je napustio Have Nots u februaru 1997. da bi se "usredsredio na Slipknot", ali umesto toga reformisao Rejects, koji će svirati u De Mojnu se sve dok Slipknot ne snimi istoimeni album, na kojem je Pol svirao nakon raskida Have Nots-a.
Džordison je, 13. juna 2016., otkrio da pati od poprečnog mijelitisa, neurološke bolesti koja ga je privremeno koštala upotrebe nogu i uzrokovala da ne može da svira bubnjeve pre rehabilitacije.

## Karijera

### Slipknot
Mark Antoni Kadavos prišao je, 28. novembra 1995, Džordisonu dok je radio, nudeći mu mesto u novom projektu pod nazivom The Pale Ones. Zaintrigiran, Džordison je prisustvovao probama u podrumu Andersa Kolsefnija i odmah želeo da bude deo ovog novog benda. Govoreći o ovom trenutku rekao je: "Sećam se da sam se toliko trudio da se ne nasmešim, pa nisam izgledao kao da želim da se pridružim". O mnogim Slipknot-ovim ranijim razvojima su diskutovali članovi benda dok je Džordison radio noćne smene u Sinclair-ovoj garaži. Od mogućih devet članova, Džoi je bio treći koji se pridružio bendu. Slipknot će postati pioniri novog talasa američkog teškog metala
Svakom članu Slipknot-a dodeljen je broj; Džoiju je dodeljen "# 1". Džoi je producirao jedan album sa Slipknot-om: 2005 live album "9.0: Live" . Džordison je u avgustu 2008. godine slomio članak, a Slipknot je morao otkazati neke svoje turneje u engleskoj. 22. avgusta 2009, Džordison je odveden u hitnu pomoć na puknuto slepo crevo, manje od sat vremena pre nego što je trebao da stupi na pozornicu za Auburn, Vašington KISW Pain in the Grass koncertu. Kao rezultat toga, Slipknot je otkazao sledeće nastupe u avgustu i septembru, kako bi Džordisonu dao vremena da se oporavi.
Slipknot je 12. decembra 2013. godine, putem svoje zvanične veb stranice objavio da je Džordison napustio sastav, navodeći lične razloge svog odlaska. Kao odgovor, Džordison je objavio izjavu u kojoj insistira da je on ustvari otpušten iz benda i izjavio da je Slipknot "poslednjih 18 godina moj život i da ga nikada ne bih napustio, niti moje fanove".
Nakon što su obe strane ućutale i izbegavale razloge napuštanja benda, Džordison je u junu 2016. otkrio da pati od poprečnog mijelitisa, neurološke bolesti koja ga je koštala mogućnosti da svira bubnjeve do kraja svog vremena sa Slipknot-om.

### Murderdolls
Dok je 2001. godine gostovao na Ozzfest-u kako bi podržao Slipknot-ov studijski album "Iowa" , Džordison je upoznao Tripa Ejsena, tada iz Static-X; njih dvoje su razgovarali o formiranju sporednog projekta. 2002. godine Džordison je oživeo svoj sastav The Rejects, preimeнјаvajući ih u Murderdolls. Džordison je postao Murderdolls-ov gitarista i regrutovao je Venzdej 13 iz Frankenstein Drag Kueens from Planete 13 da svira bas. Venzdej je na kraju postao vokalista, dok su bubnjar Ben Grejvs i basista Erik Grifin upotpunili sastav benda. Murderdolls su potpisali ugovor sa Roadrunner Records i izdali album pod nazivom "Right to Remain Violen" 2002. Grupa se vratila u avgustu 2002, svojim debitantskim albumom "Beyond the Valley of Murderdolls" . Grupa koristi horor filmove, uključujući petak 13. i Noć živih mrtvaca, kao inspiraciju za njihove tekstove. 30. oktobra 2002. godine, Murderdolls su se pojavili u epizodi Dawson's Creek pod nazivom "Živa mrtva devojka". Grupa se ponovo okupila 2010. godine, od prvobitnog sastava preostali su samo Džordison i Venzdej 13. Bend izdaje svoj drugi studijski album "Women & Children Last" 31. avgusta 2010. Bend se upustio u veliku svetsku turneju Women & Children Last World Tour, sa mnogim poznatim bendovima, poput Guns N 'Roses i nastupaju širom sveta. Turneja je bila izazvana mnogim problemima, uključujući otkazivanje mnogih nastupa i ponavljane incidente da Džordison ode izvan pozornice. Turneja je završena 24. aprila 2011. Ovo je smatrano poslednjim izlaskom benda pošto je Venzdej 13 u intervjuu u martu 2013. potvrdio raspad benda.

### Scar the Martyr
U aprilu 2013. pojavili su se detalji o novom bendu u kojem su bili Džordison, Džed Simon i Kris Noris. Malo je toga objavljeno, osim što je Džordison izveo većinu instrumenata u ovom projektu i da su Kris Vrena i nepoznati vokal trebali da završe klavijaturni i vokalni rad. 21. juna bend je nazvan Scar the Martyr, a vokalist je Henri Derek. 5. maja 2016, Džordison je objavio da je projekat raspušten.

### Vimic
5. maja 2016. Džoi Džordison u intervjuu za Sirius XM objavio je da je osnovao novi bend pod nazivom Vimic.

### Sinsaenum
Džoi Džordison najavio je 20. maja 2016, novi ekstremni metal bend,vođen Mayhem-om i Sunn O)))-ovim Atila Ciharom zajedno sa Datom i bivšim klavijaturistom Chimaira, Seanom Zatorskijem. Takođe uključuje Džordisona na bubnjevima, basista DragonForce-ov Frederik Leclerk na gitari, Stefani Buriz iz Loudblast-a na gitari i Seth-ov Himot na basu. Oni su najavili izdavanje svog debitantskog albuma Echoes Of The Tortured' za 29. jul, a svoj prvi singl 'Armi Of Chaos' izdali su na YouTube kanalu earMUSIC. Drugi album, nazvan Repulsion for Humanity', objavljen je 10. avgusta 2018. godine.

### Ostali projekti

#### Remiksi i nastupi
Džordison je 2001. radilo na remiksu pesme "The Fight Song" od Marilina Mansona. Džordison se takođe pojavio u muzičkom spotu za Mansonovu naslovnicu "Tainted Love". Kasnije iste godine Manson je otkrio da Džordison sarađuje sa njim na njegovom albumu "Golden Age of Groteskue" . Džordison je u stvari radio na gitarama, ali pesma se nije pojavila na albumu. 2004. godine Džordison se pojavio na albumu OTEP-a "House of Secrets" , svirajući bubanj na šest numera za album. Džordison se 2008. pojavio na Puscifer-ovom albumu "V" is for Viagra. The Remixes, sa remiksom pesme "Drunk With Power". Džordison je 2010. snimio četiri dodatne pesme sa Robom Zombijem za reizdanje njegovog poslednjeg albuma Hellbilly Deluxe 2.

#### Na turneji
Džordison je nastupio sa drugim bendovima, isključivo kao član turneje. Dok se pripremao za Download Festival 2004. godine, bubnjar Metallice Lars Ulrik hospitalizovan je zbog nepoznate bolesti. Vokalist Metallice Džejms Hejtfild tražio je među ostalim bendovima koji nastupaju na festivalu kako bi pronašli zamenu za Ulrika; Džordison, Fleming Larsen (Ulrikov bubnjarski tehničar) i Dejv Lombardo iz Slayer-a dobrovoljno su se javili. Džordison je nastupio na 8 od 13 pesama koje su činile set i nazvan je bendovim "herojem dana". Krajem 2004. godine, Džordison je nastupio sa Satyricon-om na njihovoj turneji po Sjedinjenim Državama, kada je bubnjaru Frostu odbijen ulazak u zemlju. Turneja je prekinuta nakon što su gitaristi Stejnar Gundersen i Arnt Gronbeku - koji su takođe bili samo članovi turneje - optuženi za seksualno zlostavljanje obožavatelja u Torontu. Godine 2006. Džordison se pridružio Ministry bendu zbog njihovog „MasterBaTour 2006“, koji se sastojao od šezdeset datuma širom Sjedinjenih Država i Kanade. Takođe se pojavio u muzičkom spotu za njihov singl "Lies Lies Lies". Korn je Džordison regrutovao 2007. godine da im se pridruži na turneji kada je bubnjar Dejvid Silveria pauzirao rad sa bendom. Takođe se pojavio u muzičkom spotu za njihov singl "Evolution". Tokom turneje sa Korn-om, Džordison je postavio rekord postajući prvi muzičar koji je ikada nastupio na pet različitih dešavanja na Download Festivalu u Engleskoj. Džordison je takođe počeo turneju sa Robom Zombijem nakon što se Tomi Klufetos povukao iz benda. Iako je položaj u početku bio namenjen samo nekoliko meseci, Džordison je ostao sa bendom skoro godinu dana, sve do kulminacije zombijeve australijske turneje, kada je najavio da će otići da se fokusira na Murderdolls i Slipknot.

## Produkcija
U avgustu 2004. godine, Džordison se uključio u Roadrunner United, proslavu 25. godišnjice Roadrunner Records-a. Kao jedan od četiri "kapetana ekipe" koji su pisali i producirali materijal za album, Džordison je rekao o iskustvu: "Mislio sam da je to sjajna ideja i bio sam zaista uzbuđen zbog nje, jer je to bila prilika da radim sa mnogo umetnika koje sam zaista poštovao dok sam odrastao.". 2007. godine, 3 Inches of Blood je regrutovao Džordisona za produkciju albuma" Fire Up the Blades ". Džordison je obožavatelj benda i kad je čuo da Roadrunner želi da napravi neke demo snimke, rekao je; „Ja sam prvi skočio na to, ja sam kao:„ Hoću ovaj jebeni bend “.“ Sa ovih demonstracija etiketa je naručila ploču. Vokalista Džejmi Hoper rekao je za Džordisona: "on je neverovatan producent."

## Oprema
Džordison je koristio Pearl drums, hardware, rack system, papučice i udaraljke, činele Paiste, Remo bubnjeve, palice Pro-Mark, ddrum okidače i Roland elektroniku.

## Lični život

### Bolest
U intervjuu (početkom januara 2018., objavljenom u izdanju časopisa Ritam za mart 2018.), Džoji govori o patnji od akutnog poprečnog mijelitisa sa simptomima koji počinju od 2010. godine, ali koji dugo nije dijagnostikovan. To je napredovalo do gubitka upotrebe njegove leve noge. Potpuno se oporavio uz pomoć lekarske pomoći i intenzivnog rada u teretani.

## Nagrade i priznanja
U avgustu 2010. godine, Džordison je proglašen najboljim bubnjarom prethodnih 25 godina od strane čitalaca magazina Rhithm, ispred bubnjara kao što su Majk Portnoi, Neijl Pert, Fil Kolins i Dejv Grol. Upitan da prokomentariše on je rekao: „Ostao sam bez reči. Ovo je neverovatno. Nešto takvo me podseća svakodnevno zašto to radim.“
Glasalo je 6.500 bubnjara širom sveta, Džordison je osvojio nagradu Drummies za najboljeg bubnjara metala 2010. godine, dok je Majk Portnoi osvojio nagradu za najboljeg bubnjara progresivnog roka.
Čitaoci Loudwire-a u septembru 2013. godine Džordisona su proglasili za najvećeg svetskog bubnjara metala. 
Džordison je 2016. godine odlikovan zlatnom nagradom boga na Metal Hammer Golden Gods Avards.

## Diskografija

### Sa Modifidious
1993: Drown

1993: Submitting To Detriment

1993: Visceral

1994: Mud Fuchia

1994: Sprawl

### Sa The Have Nots
1996: Forgetting Yesterday and Beating You with Kindness

### Sa Slipknot
1996: Mate. Feed. Kill. Repeat.

1998: Slipknot demo

1999: Slipknot

1999: Welcome to Our Neighborhood

2001: Iowa

2002: Disasterpieces

2004: Vol. 3: (The Subliminal Verses)

2005: 9.0 Live

2006: Voliminal: Inside the Nine

2008: All Hope Is Gone

2010: (sic)nesses

2012: Antennas to Hell

### Sa Murderdolls
2002: Right to Remain Violent (EP)

2002: Beyond the Valley of the Murderdolls

2010: Women and Children Last

### Sa Roadrunner United
2005: The All-Star Sessions

2008: The Concert

### Sa The Rejects
2012: Love Songs For People Who Hate

2014: Strung Out, Pissed Off and Ready To Die

### Sa Scar the Martyr
2013: Revolver EP

2013: Metal Hammer EP

2013: Scar the Martyr

### Sa Vimic
2019: Open Your Omen

### Sa Sinsaenum
2016: Sinsaenum (EP)

2016: A Taste of Sin (EP)

2016: Echoes of the Tortured

2017: Ashes (EP)

2018: Repulsion For Humanity

## Diskografija
| Year                                                                              | Artist            | Album                          | Track(s)                                                                       | Position                                     | Ref |
| --------------------------------------------------------------------------------- | ----------------- | ------------------------------ | ------------------------------------------------------------------------------ | -------------------------------------------- | --- |
| 2010                                                                              | Rob Zombie        | Hellbilly Deluxe 2 (Reissue)   | "Devil's Hole Girls and the Big Revolution", "Everything Is Boring", "Michael" | Drums                                        |     |
| 2008                                                                              | Puscifer          | "V" Is for Viagra. The Remixes | "Drunk With Power" (Hungover And Hostile In Hannover Mix)                      | Remixing                                     |     |
| 2007                                                                              | 3 Inches Of Blood | Fire Up the Blades             | —                                                                              | Production, arrangement, writing, percussion |     |
| 2005                                                                              | Necrophagia       | Harvest Ritual Volume I        | "Stitch Her Further"                                                           | Vocals, lyrics                               |     |
| 2004                                                                              | Otep              | House of Secrets               | "Warhead", "Buried Alive", "Sepsis", "Hooks & Splinters", "Nein", "Self-Made"  | Drums                                        |     |
| 2003                                                                              | Deicide           | The Best of Deicide            | —                                                                              | Liner notes                                  |     |
| 2001                                                                              | Marilyn Manson    | The Fight Song (Single)        | "The Fight Song" (Slipknot Remix)                                              | Remixing                                     |     |
| "—" denotes a recording that did not chart or was not released in that territory. |                   |                                |                                                                                |                                              |     |

## Filmografija
| Year | Film                                        | Character | Director                          | Ref |
| ---- | ------------------------------------------- | --------- | --------------------------------- | --- |
| 1999 | Welcome to Our Neighborhood                 | Self      | Thomas Mignone                    |     |
| 2001 | We Sold Our Souls for Rock 'n Roll          | Self      | Penelope Spheeris                 |     |
| 2002 | Rollerball                                  | Self      | John McTiernan                    |     |
| 2002 | Dawson's Creek ("Living Dead Girl" episode) | Self      | Les Sheldon                       |     |
| 2002 | Disasterpieces                              | Self      | Matthew Amos                      |     |
| 2005 | Metal: A Headbanger's Journey               | Self      | Sam Dunn                          |     |
| 2006 | Voliminal: Inside the Nine                  | Self      | Shawn Crahan                      |     |
| 2008 | Roadrunner United: The Concert DVD          | Self      | Todd Bell and Nicholas Kleczewski |     |
| 2009 | Of the (sic): Your Nightmares, Our Dreams   | Self      | Shawn Crahan                      |     |
| 2010 | (sic)nesses                                 | Self      | Shawn Crahan                      |     |
| 2011 | GOAT                                        | Self      | Shawn Crahan                      |     |